# Jody Bernal
Jody Bernal (Bogota, 12 november 1981) is een Nederlands zanger en dj, die in 2000 een zomerhit had met het Spaanstalige nummer Que sí que no, naar het origineel van El Símbolo, een groep uit Argentinië.

## Biografie
Jody Bernal werd geboren in de Colombiaanse stad Bogota. Toen hij drie maanden oud was, werd hij door een Nederlandse familie geadopteerd. Hij groeide op in Delft en ging naar het Christelijk Lyceum Delft.
In 1999 bracht hij een bezoek aan zijn biologische familie in Colombia. Als afscheidscadeau kreeg hij een cd met Spaanstalige nummers. Een van deze nummers was Que sí, que no. Bernal schreef een eigen versie van dit lied, dat hij ten gehore bracht bij het televisieprogramma Your Big Break, een talentenjacht van RTL 4, gepresenteerd door Fabienne de Vries. Hoewel hij de talentenjacht verloor van Judith Jobse, werd het nummer als gevolg van enthousiaste reacties op single uitgebracht, en al snel stond het op de nummer 1-positie van de Nederlandse en Belgische hitparades. Het was toen 15 weken lang de bestverkochte single. Tegelijk kwam ook zijn tweede single in de hitlijsten en bereikte die single ook een gouden status.

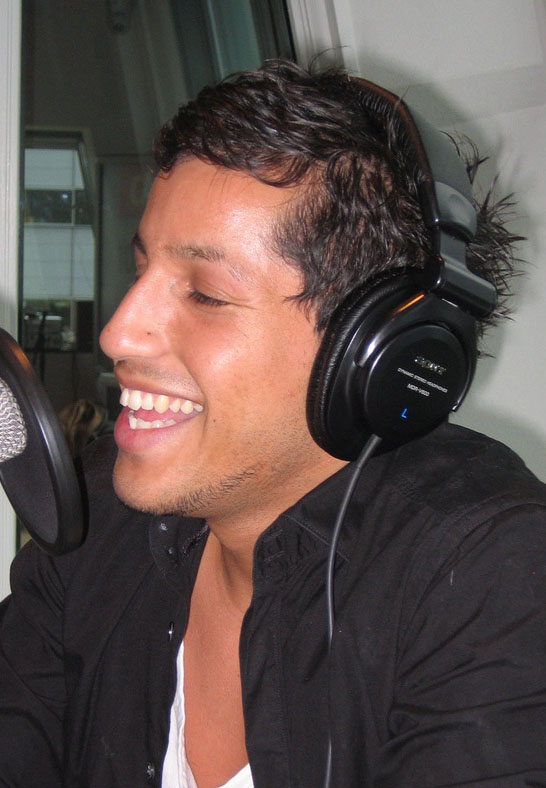
Jody Bernal in 2006

In 2006 maakte hij een comeback met zijn deelname aan het SBS6-programma Sterren dansen op het ijs. Hij verloor in de finale van Hein Vergeer, maar kreeg wel een contract aangeboden bij Holiday on Ice. Hij schaatste hierdoor mee in hun "Fantasy"-show.
Verder vertolkte Bernal de rol van Joe in de musical Fame, die vanaf september 2007 in de theaters te zien was.
In januari 2008 deed hij mee aan de Nationale IQ-test waar hij een IQ-score van 96 behaalde. In mei van datzelfde jaar bracht hij een comebacksingle uit die bovenaan in de tipparade kwam. In 2010 was hij een van de kandidaten in het programma Ranking the Stars. Bernal speelde zichzelf in een kleine rol in de film New Kids Turbo, waarin hij wordt doodgeschoten tijdens een concert in Maaskantje.
In 2012 deed Bernal mee aan het SBS6-programma Sterren Springen op Zaterdag, waarbij bekende Nederlanders aan schoonspringen doen. Tijdens de training kwam Bernal verkeerd terecht; dit leverde hem een hersenschudding en een gescheurd trommelvlies op. Hierdoor kon hij niet deelnemen aan de finale. Vijf dagen na de gebeurtenis was Bernal nog steeds doof aan zijn rechteroor.
Vanaf 1 januari 2013 zit hij in de jury van Sterren dansen op het ijs, een programma waarin hij tijdens het eerste seizoen zelf finalist was met zijn toenmalige professionele schaatspartner Kateřina Kovalová. Ook was hij in voorgaande seizoenen te zien als gast.
In 2017 bracht Bernal in samenwerking met dj's The Boy Next Door en Fresh Coast een bewerkte versie uit van La Colegiala van Rodolfo y su Tipica op het dancelabel Spinnin' Records. Het nummer behaalde in Nederland de 5e positie. Daarnaast behaalt de plaat de 72ste positie in de officiële Zweedse charts. Dat het nummer internationaal veel succes geniet, valt op wanneer naar de iTunes Charts wordt gekeken. Het nummer behaalt de nummer 1-positie in thuisland Nederland. Daarnaast scoort het nummer goed in de Baltische staten Estland en Letland met respectievelijk de 3e en de 7e positie. Het nummer is eveneens in de iTunes-charts te vinden van de landen Luxemburg (11), Finland (21), Zweden (29), Frankrijk (30), Polen (32), België (40), Zwitserland (65), Italië (79), Tsjechië (81) en Portugal (88). In 2018 was Bernal een van de deelnemers aan het negentiende seizoen van het RTL 5 programma Expeditie Robinson, hij verliet vrijwillig het programma en ging als twaalfde deelnemer weg. Hij eindigde op de 10e plaats.
Bernal is sinds het tweede seizoen een van de honderd juryleden in het programma All Together Now.
In 2022 sprak Bernal de stem in van Perro de hond in de film De Gelaarsde Kat 2: De Laatste Wens. In 2024 deed hij mee aan het televisieprogramma Oh, wat een jaar!. In datzelfde jaar deed hij mee aan het televisieprogramma Moordfeest.

## Discografie

### Albums
| Album met eventuele hitnotering(en) in de Nederlandse Album Top 100 | Datum van verschijnen | Datum van binnenkomst | Hoogste positie | Aantal weken | Opmerkingen |
| ------------------------------------------------------------------- | --------------------- | --------------------- | --------------- | ------------ | ----------- |
| Que sí, que no                                                      | 2000                  | 25-11-2000            | 20              | 32           |             |
| Mi Mundo                                                            | 2001                  | 17-11-2001            | 52              | 6            |             |
| Alle Hits                                                           | 2002                  | 20-07-2002            | 90              | 2            |             |

### Singles
| Single met eventuele hitnotering(en) in de Nederlandse Top 40 | Datum van verschijnen | Datum van binnenkomst | Hoogste positie | Aantal weken | Opmerkingen                                                          |
| ------------------------------------------------------------- | --------------------- | --------------------- | --------------- | ------------ | -------------------------------------------------------------------- |
| Que sí, que no                                                | 2000                  | 01-07-2000            | 1(7wk)          | 29           | Alarmschijf / Hit van het jaar 2000 / Best verkochte single van 2000 |
| Oh bambolero                                                  | 2000                  | 04-11-2000            | 3               | 14           |                                                                      |
| Un beso más                                                   | 2001                  | 09-06-2001            | 10              | 11           |                                                                      |
| Dreams                                                        | 2001                  | 27-10-2001            | 9               | 7            |                                                                      |
| Me & you (Tú y yo)                                            | 2002                  | 11-05-2002            | 9               | 4            | met Belle Pérez                                                      |
| Shiki boom boom                                               | 2008                  | 31-05-2008            | tip2            | -            | met Baychev                                                          |
| La Colegiala                                                  | 23-05-2017            | 22-07-2017            | 5               | 13*          | met The Boy Next Door & Fresh Coast / Nr. 26 in de Single Top 100    |

| Single met hitnotering(en) in de Vlaamse Ultratop 50 | Datum van verschijnen | Datum van binnenkomst | Hoogste positie | Aantal weken | Opmerkingen |
| ---------------------------------------------------- | --------------------- | --------------------- | --------------- | ------------ | ----------- |
| Que sí, que no                                       | 2000                  | 05-08-2000            | 2               | 17           |             |